# Jean Hamilius
Jean Hamilius, né le 5 février 1927 à Luxembourg-Ville (Luxembourg), est un économiste et homme politique luxembourgeois, membre du Parti démocratique (DP).